# Nume de familie
Un nume de familie, de multe ori doar nume, este o parte a numelui compus/derivat al unei persoane care indică apartenența sa la o familie. Folosit alături de prenume, care este conferit pentru a distinge individual un membru al familiei de ceilalți, utilizarea numelui de familie este o practică foarte răspândită în toate culturile umane, dar fiecare are regulile sale de aplicare și folosire.

## România

### Alegerea numelui de familie
În România, similar cu aproape întreaga Europă, se obișnuiește ca soția și, respectiv copiii unei familii să moștenească numele de familie al tatălui. Există și excepții, depinzând de o anumită situație specifică. Spre exemplu, dacă părinții nu sunt căsătoriți și/sau tatăl copilului este necunoscut, refuză recunoașterea copilului și/sau mama refuză ca numele de familie al tatălui să fie moștenit de copil, numele de familie al mamei devine numele de familie al copilului.
Modern și democratic, actuala lege a căsătoriilor din România permite alegerea numelui de familie al unui cuplu prin selecționarea "tradițională" a numelui de familie al soțului, al soției sau al amândoura, sub forma unei a două nume separate sau chiar unite printr-o liniuță de unire.
Cele mai comune nume de familie din România sunt Pop, Popa, Popescu, Radu, Dumitru, Stan, Stoica, Gheorghe, Matei, Ciobanu, Ionescu, Rusu și Mihai.

### Originea numelui de familie
Multe din numele de familie din onomastica românească sunt derivate, având sufixe tradiționale, așa cum ar fi -escu, -ăscu, -eanu, -an, -aru, -atu, sau -oiu, care sunt cele mai frecvent întâlnite. Aceste sufixe sunt specifice limbii române, constituind un semn de recunoaștere al apartenenței respectivelor nume la familia onomasticii limbii române.
De obicei, sufixul -escu este atașat unui prenume masculin (de cele mai multe ori), cu semnificația fiul lui [prenumele tatălui]. Spre exemplificare, nume de familie precum Anghelescu, Dănescu, Georgescu, Ionescu, Popescu, Săvescu, Stănescu și Udrescu respectă modalitatea de formare descrisă. Sufixul ușor schimbat, -ăscu, este mai rar întâlnit, corespunzând unei faze mai vechi a limbii române. În acest caz, procesul de fuziune a fost diferit, semnificația fiind diferită. Un alt nume propriu, de obicei ne-uman, a fost folosit prin compunere. Astfel, nume precum Borăscu, Dărăscu, Mărăscu, Orăscu și Zărăscu se încriu în această categorie.
Sufixul -eanu, sau varianta simplificată -anu, este, de obicei, atașat numelui unui loc, râu, deal, munte, zonă sau chiar al unui oraș sau al unei regiuni tradiționale românești. Astfel, nume de famile precum Argeșanu, Ardeleanu, Bănățanu, Constănțeanu, Deleanu, Dobrogeanu, Hațeganu, Moldoveanu, Munteanu, Prahoveanu, Oroveanu, Racoveanu, Sadoveanu, Timoceanu, Vrânceanu, Urleanu și Zogreanu sunt de această factură. Sufixul respectiv poate avea și sens echivalent lui -escu/-ăscu, ca în exemplul Oniceanu, derivat de la Onică (alături de Onicescu, prezent și el în onomastica românească).
Alte nume de familie românești sunt descriptive, derivând din ocupații sau au un caracter diminutival: Croitoru, Fieraru, Lemnaru, Moraru, Olaru, Țăranu, Tutunaru, Oieru, Văcaru sau Vânătoru; Băluț, Petruț, Țurcănașu.
Există o serie de nume de familie românești care desemnează numele unui animal sau al unei plante la care s-a atașat sau nu un sufix, adesea fiind vorba de porecle: Bourean(u), Căpreanu, Ciubotea, Jderoiu, Lupu, Ursu, Zimbrean.
Numele de familie românești sunt invariante indiferent că se referă la femei sau la bărbați.

## Ordinea numelui
Ordinea obișnuită de prezentare a numelui oricărei persoane în majoritatea țărilor occidentale din Europa și țărilor fondate de coloniștii din aceste regiuni, a căror cultură derivă din cultura europeană: Australia și Noua Zeelandă, este prenume, urmat de numele de familie. În catalogarea oficială se folosește, pentru motive evidente de ordonare alfabetică, ordinea nume de familie urmat de prenume. Similar, de multe ori, românii se prezintă în situații diferite menționând numele de familie ca prim nume sau doar numele de familie, după modelul țărilor din fostul bloc estic comunist.
Ordinea numele de familie urmat de prenume este folosită în marea parte a Asiei de Est (de exemplu China, Japonia, Cambodia sau Vietnam), părțile de sud și nord-est din India, întreaga Rusie dar și în Ungaria chiar dacă face parte din Europa centrală.